# Euphorbia tricolor
Euphorbia tricolor är en törelväxtart som beskrevs av Jesse More Greenman. Euphorbia tricolor ingår i släktet törlar, och familjen törelväxter. Inga underarter finns listade i Catalogue of Life.